# Werner Schade
Werner Schade (* 26. März 1934 in Breslau) ist ein deutscher Kunsthistoriker und Museumskurator. Er ist Verfasser des Standardwerks Die Malerfamilie Cranach und war langjähriger Direktor des Kupferstichkabinetts der Staatlichen Museen zu Berlin.

## Leben
Als Sohn Paul Schades, eines Beamten im Offiziersrang am Wehrmachtsversorgungsamt Liegnitz, wuchs Schade zunächst dort, ab 1945 im brandenburgischen Luckenwalde auf. Von 1952 bis 1956 studierte er Kunstgeschichte, Klassische Archäologie, frühchristlich-byzantinische Kunst und Philosophie zunächst an der Universität Jena und dann an der Humboldt-Universität zu Berlin. Anschließend war er bis 1958 an den Kunstsammlungen zu Weimar und danach am Kupferstichkabinett der Staatlichen Kunstsammlungen Dresden tätig. 1963 wechselte er an das Institut für Denkmalpflege nach Ost-Berlin. 1965 wurde er von der Universität Leipzig mit einer Arbeit über Dresdner Zeichnungen 1550–1650 promoviert.
Ab 1971 war er am Kupferstichkabinett der Staatlichen Museen zu Berlin tätig, war von 1983 bis 1991 dessen Direktor, und kuratierte dort auch Ausstellungen der Werke zeitgenössischer Künstler. 1988 wirkte er an der Ausstellung „Beuys vor Beuys“ mit, die sowohl in der Bundesrepublik Deutschland auch an der Akademie der Künste der DDR gezeigt wurde. Im Zuge der Zusammenlegung der West- und Ost-Berliner Kupferstichkabinette ging Schade 1991 für einige Jahre als Direktor an die Anhaltische Gemäldegalerie Dessau.
Seit 1962 ist er mit Maria Schade, Tochter des Malers Alfred Teichmann, verheiratet und hat mit ihr zwei Söhne. Er lebt seit 1968 in Berlin im Nicolaihaus.

## Veröffentlichungen (Auswahl)
- Dresdener Zeichnungen, 1550-1650. Inventionen sächsischer Künstler in europäischen Sammlungen. Diss., Dresden, Staatlichen Kunstsammlungen, Kupferstichkabinett, 1969.
- Die Malerfamilie Cranach. VEB Verlag der Kunst, Dresden 1974, (Digitalisat)